# Park Ye-jin
Đây là một tên người Triều Tiên, họ là Park.
Park Ye-jin (sinh: 1 tháng 4 năm 1981) là một nữ diễn viên Hàn Quốc.

## Sự nghiệp
Park Ye-jin khởi nghiệp diễn xuất trong bộ phim kinh dị năm 1999 Memento Mori, sau đó tham gia vào vai chính và vai phụ trong một số phim truyền hình và phim điện ảnh, đặc biệt là What Happened in Bali và Hateful But Once Again (còn gọi là Again, My Love). Tuy nhiên, cô trở nên nổi tiếng khi tham gia thường xuyên vào chương trình truyền hình tạp kỹ Family Outing. Năm 2009, cô rời khỏi chương trình vì lịch trình quay bộ phim truyền hình Queen Seondeok và phim Fortune Salon.
Sau khi cô được chọn vào vai Khulan, vợ của Thành Cát Tư Hãn trong bộ phim võ thuật 3D của Hàn Quốc-Trung Quốc-Nhật Bản Stop the Killing, cô đóng vai chính trong bộ phim lãng mạn I Love Lee Tae-ri.

## Đời sống cá nhân
Cô kết hôn với nam diễn viên Park Hee-soon vào năm 2015.

## Các phim tham gia

### Phim truyền hình nhiều tập
- LA Arirang (SBS, 1998)
- Double Feature (KBS, 2000)
- Four Sisters (MBC, 2001)
- That's Perfect (MBC, 2001)
- Royal Story: Jang Hui-bin (KBS1, 2002)[8]
- Since We Met (MBC, 2002)
- Something Happened in Bali (SBS, 2004)
- Little Women (SBS, 2004)
- When a Man is in Love (SBS, 2004)
- Next (MBC, 2005)
- Thank You Life (KBS2, 2006)
- Dae Jo Yeong (KBS1, 2006)
- The Great Catsby (tvN, 2007)
- My Lady Boss, My Hero (OCN, 2008)
- Hateful But Once Again (KBS2, 2009)
- Queen Seondeok (MBC, 2009)
- My Princess (MBC, 2011)
- I Love Lee Tae-ri (tvN, 2012)
- Mr.Back (MBC, 2014)
- đất nước tôi : thời đại mới  (JCTB , 2019)
- kĩ sư tình yêu (KBS , 2020)

### Phim điện ảnh
- Memento Mori (1999)
- The Rhapsody (2000)
- No Hope, No Fear (phim ngắn, 2001)
- Dig or Die (2002)
- Wet Dreams 2 (2004)
- Life is Cool (2008)
- Fortune Salon (2009)
- Head (2011)
- Mr. Idol (2011)
- An End to Killing (2013)
- ‘’José nàng thơ của tôi’’ (2020)

### Chương trình truyền hình
- X-Man (SBS, 2003) (mùa 1)
- Family Outing (SBS, 2008-2009)
- Running Man (SBS, 2011) (tập 37, 67-68 ,241 - khách mời)
- [Strong heart]( tập 3)

### Video âm nhạc
- K - "Go" (2004)
- Gyeon U & Monday Kids - "headache" (2006)
- Blue - "Because of you" (2006)
- MC Mong - "I Feel Crazy" (2008)
- Jung Yup - "You are My Lady" (2008)
- Kim Jong-kook - "Don't Be Good To Me" (2010)
- Yoon Jong-shin - "Merry Christmas, Only You" (2012)

## Giải thưởng
- 1999 Baeksang Arts Awards: Nữ diễn viên mới xuất sắc nhất (Memento Mori)
- 1999 Korean Film Critics Association Awards: Nữ diễn viên mới xuất sắc nhất (Memento Mori)
- 2008 SBS Entertainment Awards: Giải thưởng được công chúng yêu mến (Family Outing)